# Теньга (село)
Теньга (алт. Кеҥи) — село в Онгудайском районе Республики Алтай России. Административный центр Теньгинского сельского поселения.

## География
Расположено в горно-степной зоне центральной части Республики Алтай и находится у реки Урсул.
Уличная сеть состоит из семи географических объектов: ул. Береговая, ул. Лесная, ул. Нагорная, ул. Речная, ул. Урсульская, ул. Центральная, ул. Черемушки.
Абсолютная высота 1000 метров выше уровня моря.

## Население
| 2010 | 2011 | 2012 | 2013 | 2014 | 2015 | 2016 |
| ---- | ---- | ---- | ---- | ---- | ---- | ---- |
| 643  | ↘641 | →641 | ↘626 | ↘614 | ↗623 | ↘611 |

Национальный состав
Согласно результатам переписи 2002 года, в национальной структуре населения алтайцы составляли 57 %, русские 41 % от общей численности населения в 678 жителей

## Инфраструктура
- Средняя общеобразовательная школа
- Племенной завод «Теньгинский»[9].

В 1931 году был создан совхоз «Овцевод». В послевоенное время совхоз переименовали в «Теньгинский».
В 1956 г. предприятие было преобразовано в племенной совхоз по разведению овец полутонкорунного направления.
В 1990 году на его базе была организована племенная мараловодческая ферма
С 12 января 2000 года племенная мараловодческая ферма
В 2004 году реорганизована в сельскохозяйственный производственный кооператив Племхоз «Теньгинский».

## Транспорт
Конечный пункт автодороги регионального значения «Ябоган — Туекта» (идентификационный номер 84К-132) и начальный пункт региональной автодороги «Теньга — Озерное» (идентификационный номер 84К-99) (Постановление Правительства Республики Алтай от 12.04.2018 N 107 «Об утверждении Перечня автомобильных дорог общего пользования регионального значения Республики Алтай и признании утратившими силу некоторых постановлений Правительства Республики Алтай»).

## Люди, связанные с селом
- Владимир Георгиевич Шадрин - руководитель СПК племенной завод «Теньгинский», кавалер Ордена Почёта, кавалер Ордена «Таҥ Чолмон» («Утренняя Звезда»)[9]..